# Thang de Hoo

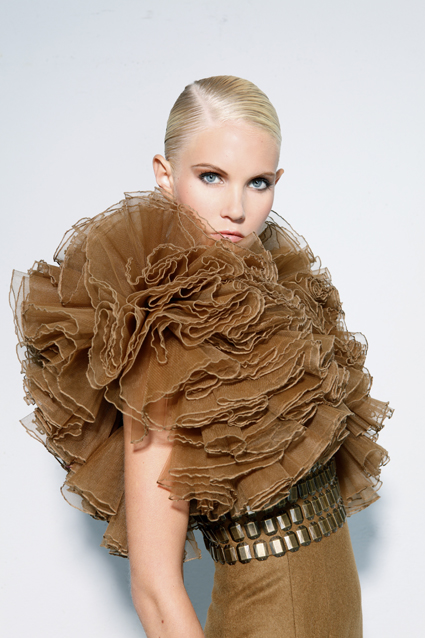
Thang de Hoo pour Daniel Benjamin Geneva, 2012

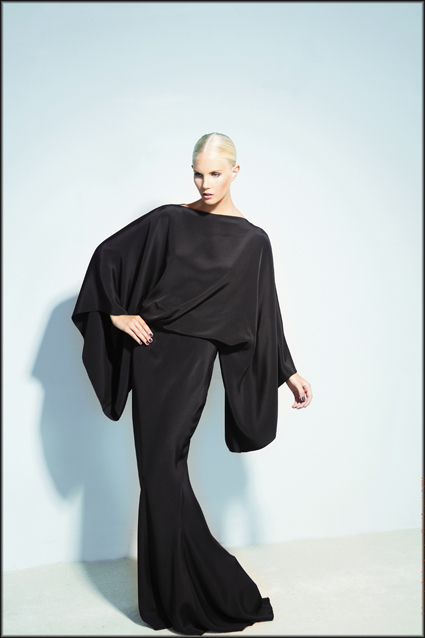
Thang de Hoo pour Daniel Benjamin Geneva, 2012

Thang de Hoo (* 20. August 1962 in Leiden) ist ein niederländischer Modeschöpfer chinesisch-holländischer Herkunft. Er absolvierte das „T.S.M.K“ Fashioncollege in Den Haag. Seit 1990 lebt und arbeitet der Designer in Wien und pendelt seit 2010 zwischen Wien und Genf.

## Karriere
Nach seinem Abschlussdiplom an der „T.S.M.K“ arbeitete er kurze Zeit für Modelabels in den Niederlanden als Freier Mitarbeiter. Erste eigene Kollektionen mit internationalen Modenschauen und Präsentationen in Berlin, Hamburg und Paris folgten. Von 1998 bis 2007 war er als Chefdesigner für das Pelzhaus „Liska“ tätig und wechselte als Chefdesigner und Kreativ-Direktor zum Modehaus Fürnkranz. Parallel dazu eröffnete er im Jahr 2008 sein „Thang de Hoo“-Couturestudio in Wien. Anfang 2010 ging er eine Kooperation mit dem Genfer Modehaus Daniel Benjamin Geneva ein.

## Stil
Bei seiner Schnittführung bevorzugt er klare Linien, welche auch immer unerwarteten Details beinhalten. Zu seinen Lieblings-Materialien zählen Seide, Kaschmir aber auch Pelz und Leder. Speziell bekannt für seine Couture-Kreationen, werden diese von nationalen und internationalen Stars getragen.

## Auszeichnungen
- 1995: „European Newcomer of the Year“ in Kairo
- 2002: Gewinner des „Couture-award of Vienna“
- 2005: Gewinner des „Renault Haute Couture Award“
- 2011: Nominiert für den „World Fashion Award“ in New York

Quelle:

## Industrie-Design
- 2009: Design des „Venga Haute Voiture“ für Kia-Motors
- 2010: Design „Nude“ für Nivea-Beisersdorf, als Sonderedition für Österreich

Quelle: